# Cocal
Cocal là một đô thị thuộc bang Piauí, Brasil. Đô thị này có diện tích 1269,066 km², dân số năm 2007 là 26107 người, mật độ 20,57 người/km².